# Paspalum intermedium
Paspalum intermedium là một loài thực vật có hoa trong họ Hòa thảo. Loài này được Munro ex Morong mô tả khoa học đầu tiên năm 1893.